# Piero Fassino

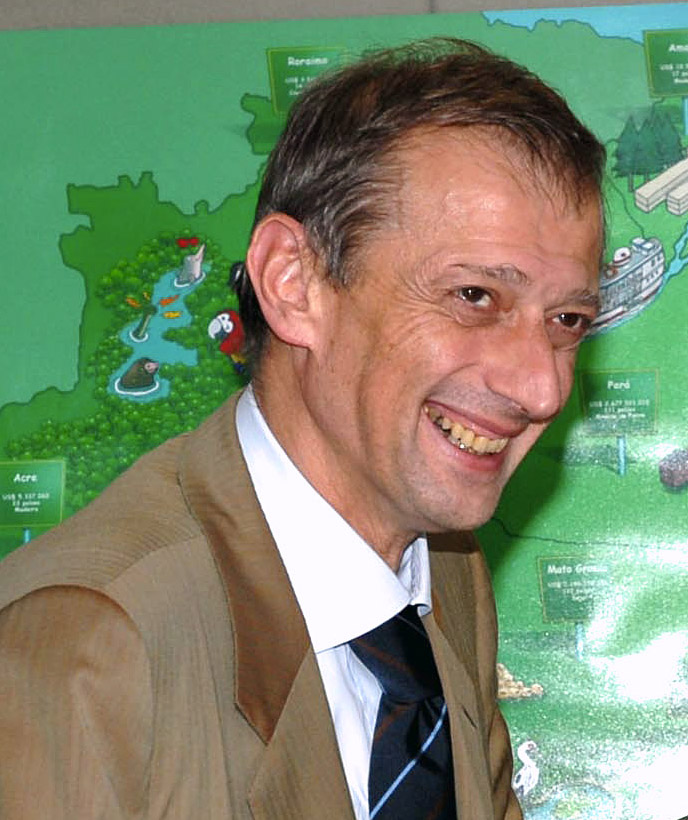
Piero Fassino (Foto: Wilson Dias/ABr)

Piero Fassino (Avigliana, 7 oktober 1949), is een Italiaans politicus. Hij is sinds 2011 burgemeester van Turijn.
Piero Fassino komt uit een socialistische en antifascistische familie: Zijn grootvader van moederszijde was medeoprichter van de Partito Socialista Italiano (Socialistische Partij van Italië) en zijn grootvader van vaderszijde werd door de fascisten vermoord. Zijn vader was een verzetsstrijder.
Fassino studeerde bij de Padri Gesuiti (Jezuïeten) in Turijn en promoveerde in de politicologie. Hij werd lid van de Communistische Partij van Italië (PCI), was lid van de gemeenteraad van Piëdmonte (1975), en was van 1983 tot 1987 provinciaal partijsecretaris van de PCI in Turijn. Van 1985 tot 1990 was Fassino lid van de provinciale staten.
In 1987 deed Fassino zijn intrede in het Nationaal Secretariaat van de PCI, eerst als coördinator van de secretaris en daarna als verantwoordelijke voor partijorganisatie. Tijdens deze periode werd de PCI omgevormd in een democratisch socialistische partij, Partito Democratico della Sinistra (Partij van Democratisch Links).
Van 1991 tot 1996 was Fassino internationaal secretaris van de PDS (sinds 1998 Democratici di Sinistra geheten). In 1994 werd hij in de Kamer van Afgevaardigden gekozen (1996 herkozen) en in 1998 werd hij minister van Buitenlandse Handel onder premier Massimo D'Alema. Van 2000 tot 2001 was hij minister van Justitie onder premier Giuliano Amato.
In 2001 was hij een van de belangrijkste personen binnen de Olijfboomcoalitie van Francesco Rutelli (oud-burgemeester van Rome) en zou bij een verkiezingsoverwinning vicepremier zijn geworden. De verkiezingen werden echter gewonnen door het Huis van de Vrijheden van Berlusconi. Fassino werd echter wel in de Kamer van Afgevaardigden herkozen.
Van 16 november 2001 tot 14 oktober 2007  was Fassino nationaal secretaris van de DS. Na die datum ging de partij op in de Democratische Partij (Partito Democratico). 